# 부르봉양시칠리아 공주 이사벨 알폰사
부르봉 양시칠리아 공주 이사벨 알폰사(Princess Isabel Alfonsa of Bourbon-Two Sicilies, 1904년 10월 16일 ~ 1985년 7월 18일)는 부르봉 양시칠리아 가문의 일원이었으며, 태어날 때부터 부르봉 양시칠리아의 공주였다. 얀 칸티 자모이스키 백작과의 결혼을 통해 자모이스키 가문의 일원이 되었다.